# جون سنكلير (عالم بيئة)
جون سنكلير (بالإنجليزية: John Sinclair)‏ هو عالم بيئة أسترالي، ولد في 13 يوليو 1939 في ماريبورو في أستراليا، وتوفي في 3 فبراير 2019 في Auchenflower, Queensland ‏ في أستراليا بسبب سرطان البروستاتا.